# AS.15TT
Die AS.15TT ist eine Anti-Schiffs-Lenkwaffe aus französischer Produktion. Das System dient primär zur Bekämpfung von kleinen Überwasserschiffen in küstennahen Gewässern. AS steht für Air Surface und TT für Tous Temps (franz. für Allwetter).

## Entwicklung
Die AS.15TT wurde als Nachfolgemodell der erfolgreich eingeführten AS.12 entwickelt. Die Entwicklung bei Aérospatiale begann 1976 auf der Basis der AM.10 Lasso. Der erste Testschuss erfolgte 1981. Die ersten Lenkwaffen wurden 1985 ausgeliefert. Bis zum Produktionsende im Jahr 1992 wurden 306 AS.15TT hergestellt.

## Varianten
- AS.15TT: Version für den Einsatz aus der Luft.
- MM.15TT: Version für den Einsatz ab kleinen Kampfschiffen. Entwicklung eingestellt.
- SM.15TT: Version zur Küstenverteidigung. Entwicklung eingestellt.

## Technik
Der Einsatz der AS.15TT erfolgt primär ab Hubschraubern. Zu diesem Zweck verwendet der Hubschrauber das Zielbeleuchtungsradar Agrion 15 der Firma Thomson CSF. Dieses hat eine maximale Erfassungsreichweite von 150 km und arbeitet im I/J-Band. Die AS.15TT ist auf kein bestimmtes Hubschraubermodell angewiesen. Der Einsatz kann z. B. mit den AS-365F Dauphin 2 oder dem NH90 Hubschrauber erfolgen.
Die Lenkung der AS.15TT basiert auf dem Prinzip der halb-aktiven Radarzielsuche. Hierbei besitzt die Lenkwaffe nur einen Signalempfänger. Dies macht eine so genannte „Beleuchtung“ des Zieles durch das Bordradar des Hubschraubers/Trägerflugzeuges nötig. Dies setzt voraus, dass das Bordradar ununterbrochen Radarsignale in Richtung des Zieles aussendet. Der Suchkopf der AS.15TT nutzt die reflektierte Radarenergie um das Ziel zu finden. Die Vorteile an diesem System liegen in der kostengünstigen Produktion und der einfach zu integrierenden Technik. Nachteilig sind jedoch die hohe Störanfälligkeit, die leichte Lokalisierbarkeit des Radars sowie die Notwendigkeit der ununterbrochenen Zielbeleuchtung.
Nach dem Abwurf vom Hubschrauber erfolgt zunächst eine kurze antriebslose Phase. Erst in sicherem Abstand zum Hubschrauber zünden die beiden Raketenbooster. Diese beschleunigen die Lenkwaffe auf eine Geschwindigkeit von rund 280 m/s. Nach dem Ausbrennen der Booster zündet das raucharme Feststoff-Marschtriebwerk und die Lenkwaffe sinkt in einem steilen Winkel auf die Marschflughöhe von 15 m hinunter. In einer Entfernung von rund 300 m zum Ziel sinkt die Lenkwaffe auf eine Flughöhe von 3 bis 5 m (Sea Skimming). Der Einschlag im Ziel erfolgt auf Wellenhöhe im Schiffsrumpf. Im optimalen Fall durchschlägt die Lenkwaffe die Bordwand des Schiffes und der Sprengkopf detoniert im Schiffsinneren.

## Verbreitung
- Bahrain
- Chile
- Irak
- Israel
- Oman[1]
- Saudi-Arabien
- Vereinigte Arabische Emirate

## Einsatz
Der erste Einsatz der AS.15TT erfolgte 1991 im Zweiten Golfkrieg. Saudi-arabische Hubschrauber zerstörten mit 15 AS.15TT fünf irakische Kleinschiffe.